# Fluorure de thiazyle
Le fluorure de thiazyle est un composé chimique de formule NSF. Il s'agit d'un gaz incolore instable à température ambiante. Avec le trifluorure de thiazyle NSF3, c'est un important précurseur de composés de soufre, azote et fluor. C'est aussi un pseudohalogène.